# 揚升大師
揚升大師（英語：Ascended masters）是神智学提出的一类精神体，它们本是人类，但通过一系列仪式转变为精神形态，存在于“第六度空间”。
这个词最早由贝尔德·T·斯波尔丁在1924年于《远东大师的生活与教导》（Life and Teachings of the Masters of the Far East）一书中提出，通过盖伊·巴拉德的《揭开神秘》（Unveiled Mysteries）一书和1930年代早期的“I AM”运动推广。